# Фалалеево (Вологодская область)
Фалалеево — деревня в Великоустюгском районе Вологодской области.
Входит в состав Самотовинского сельского поселения, с точки зрения административно-территориального деления — в Самотовинский сельсовет. До 2001 года входила в Луженгский сельсовет.
Расстояние до районного центра Великого Устюга по автодороге — 39 км, до центра муниципального образования Новатора по прямой — 20 км. Ближайшие населённые пункты — Степаница, Лобаново, Прислон, Власово, Красавино.
По переписи 2002 года население — 1 человек.